# Спенсер: Таємниця принцеси Діани
«Спенсер: Таємниця принцеси Діани» (англ. Spencer) — біографічний психологічний кінофільм чилійського режисера Пабло Ларраїна про принцесу Діану, роль якої виконала Крістен Стюарт. Прем'єра відбулася у вересні 2021 року на Венеційському кінофестивалі, в Україні — 9 грудня 2021 року. Друга частина трилогії Пабло Ларраїна про визначних жінок в історії («Джекі» → «Спенсер: Таємниця принцеси Діани» → «Марія»).

## Сюжет
Фільм присвячено одному вікенду із життя принцеси Діани. У кінострічці буде показано три дні — різдвяні канікули на початку 1990-х років, які Діана проводить із королівською родиною в Сандрінгемському палаці у Норфолку. Саме у цей час вона вирішує розлучитися з принцом Чарльзом.

## У ролях
| Актор               | Роль                                     |
| ------------------- | ---------------------------------------- |
| Крістен Стюарт      | Діана, принцеса Уельська                 |
| Тімоті Сполл        | Майор кінного війська                    |
| Джек Фартінг        | Чарльз, принц Уельський                  |
| Фредді Спрі         | Гарі, принц Уельський                    |
| Джек Нілен          | Вільям, герцог Кембриджський             |
| Шон Гарріс          | Даррен МакҐрейді, королівський шеф-кухар |
| Саллі Хокінс        | Меґі, королівська Комодá                 |
| Стелла Гонет        | Єлизавета II                             |
| Рікардо Саммель     | Філіп, герцог Единбурзький               |
| Ольга Хеллсінг      | Сара, герцогиня Йоркська                 |
| Томас Дуглас        | Джон Спенсер, 8-й граф Спенсер           |
| Матіас Волковський  | Едвард, граф Уессекський                 |
| Оріана Гордон       | Сара Чатто                               |
| Емі Менсон          | Анна Болейн                              |
| Раян Віхерт         | Старший сержант Вуд                      |
| Джон Кеог           | Майкл                                    |
| Ніклас Корт         | Ендрю, герцог Йоркський                  |
| Елізабет Беррінгтон | Анна (принцеса Великої Британії)         |